# Rosse nachtzwaluw
De rosse nachtzwaluw (Antrostomus rufus; synoniem: Caprimulgus rufus) is een vogel uit de familie Caprimulgidae (nachtzwaluwen).

## Verspreiding en leefgebied
Deze soort komt wijdverspreid voor in Zuid-Amerika en telt vier ondersoorten:
- A. r. minimus: van zuidelijk Costa Rica tot Colombia en Venezuela.
- A. r. rufus: zuidelijk Venezuela, de Guiana's en noordelijk Brazilië.
- A. r. otiosus: Saint Lucia (Kleine Antillen).
- A. r. rutilus: van zuidelijk Brazilië en oostelijk Bolivia tot noordelijk Argentinië.